# Yougoslavie au Concours Eurovision de la chanson 1968
La Yougoslavie a participé au Concours Eurovision de la chanson 1968 le 6 avril à Londres (Angleterre), au Royaume-Uni. C'est la 8e participation yougoslave au Concours Eurovision de la chanson.
Le pays est représenté par le chanteur Luciano Capurso et Hamo Hajdarhodžić et la chanson Jedan dan, sélectionnés par la Jugoslovenska Radio-Televizija au moyen d'une finale nationale.

## Sélection

### Pjesma Eurovizije 1968
Le radiodiffuseur yougoslave macédonien, RTV Skopje, organise la finale nationale Pjesma Eurovizije 1968 (« La chanson de l'Eurovision 1968 ») pour la Jugoslovenska Radio-Televizija (JRT, « Radio-télévision yougoslave ») afin de sélectionner l'artiste et la chanson représentant la Yougoslavie au Concours Eurovision de la chanson 1968.

#### Finale
| Ordre | Artiste                                                     | Chanson   | Langue       | Place |
| ----- | ----------------------------------------------------------- | --------- | ------------ | ----- |
| 1     | Luciano Capurso et Hamo Hajdarhodžić (Dubrovački trubaduri) | Jedan dan | Serbo-croate | 1     |

Lors de cette sélection, c'est la chanson Jedan dan interprétée par Luciano Capurso et Hamo Hajdarhodžić qui fut choisie. Le chef d'orchestre sélectionné pour la Yougoslavie à l'Eurovision est Miljenko Prohaska (en).

## À l'Eurovision
Chaque pays a un jury de dix personnes. Chaque juré attribue un point à sa chanson préférée.

### Points attribués par la Yougoslavie
| 6 points | Irlande       |
| 2 points | Italie Suisse |

### Points attribués à la Yougoslavie
| 10 points | 9 points | 8 points  | 7 points | 6 points                                                |
| --------- | -------- | --------- | -------- | ------------------------------------------------------- |
|           |          |           |          |                                                         |
| 5 points  | 4 points | 3 points  | 2 points | 1 point                                                 |
|           |          | - Irlande |          | - Autriche - Belgique - Espagne - Luxembourg - Portugal |

Dubrovački trubaduri interprète Jedan dan en dix-septième et dernière position lors de la soirée du concours, suivant l'Allemagne.
Au terme du vote final, la Yougoslavie termine 7e — à égalité avec la Belgique et Monaco — sur les 17 pays participants, ayant reçu 8 points au total,.